# قائمة رؤساء الاتحاد الدولي لكرة القدم
هذه قائمة برؤساء الاتحاد الدولي لكرة القدم (FIFA) ، وهي المنظمة الحكومية لكرة القدم، كرة الصالات وكرة القدم الشاطئية في جميع أنحاء العالم. تم إنشاء الفيفا رسميًا في 21 مايو 1904 في مدينة باريس بفرنسا، ومر بعدة مقارات حتى المقر الحالي في زيورخ بسويسرا. تضم المنظمة 209 دول أعضاء، مما يجعلها واحدة من أكبر المؤسسات الدولية من حيث العضوية.
منذ إنشائه في عام 1904 ، استقبت منظمة الفيفا تسعة رؤساء فقط حتى الآن. توفي ثلاثة منهم في المنصب- دانيال بيرلي وولفول، ورودولف سيلدرايرس وآرثر دريوري. سيلدرايرز هو الرئيس الذي أمضى أقصر وقت في المنصب، عشرة أشهر فقط، بسبب وفاته. أصبح جول ريميه الرئيس الأكثر شهرة، طوال الفترة التي ظل فيها في منصبه - 33 عامًا - ولاستضافة كأس العالم الفيفا الأولى، في عام 1930. كان الرئيس الوحيد في التاريخ الذي لا ينتمي إلى بلد أوروبي هو البرازيلي جواو هافيلانج. ثلاثة منهم ولدوا في إنجلترا واثنان في فرنسا وواحد في بلجيكا وواحد في سويسرا. الرئيس الحالي هو جياني إنفاتينو، الذي تولى منصبه منذ 26 فبراير 2016. تجري انتخابات رؤساء FIFA حاليًا كل أربع سنوات.
يعد جول ريميه الأب الروحي لبطولة كاس العالم حيث أصبح رئيسا له في 1 مارس/آذار 1921، وفي عهده سعت الفيفا إلى إنشاء أول بطولة لكأس العالم، حيث تم قبول المقترح عام 1929، ونظمت أول بطولة في الأوروغواي عام 1930.

## قائمة الرؤساء
| الترتيب                  | الصورة      | الاسم                  | ت الميلاد      | تاريخ الوفاة            | في المنصب             | ترك المنصب                | المدة              | الجنسية            |
| ------------------------ | ----------- | ---------------------- | -------------- | ----------------------- | --------------------- | ------------------------- | ------------------ | ------------------ |
| 1                        |             | روبرت غورين            | 28 يونيو 1876  | 19 مارس 1952 (بعمر75)   | 23 مايو 1904          | 4 يوليو 1906              | 2 سنوات و12 أيام   | France             |
| 2                        |             | دانيل بورلي ولفول      | 15 يونيو 1852  | 24 أكتوبر 1918 (بعمر66) | 4 يونيو 1906          | 24 أكتوبر 1918 (died)     | 12 سنوات و142 أيام | المملكة المتحدة    |
| (ممثل الرئيس 1)          |             | كورنيليس أوغست هيرشمان | 16 فبراير 1877 | 26 يونيو 1951 (بعمر74)  | 24 أكتوبر 1918 (مؤقت) | 1920                      | 1 سنة و309 أيام    | هولندا             |
| ممثل الرئيس 2 (chairman) |             | جول ريميه              | 14 أكتوبر 1873 | 16 أكتوبر 1956 (بعمر83) | 1920 (مؤقت)           | 1 مارس 1921               | 185 أيام           | France             |
| 3                        | 1 مارس 1921 | جول ريميه              | 14 أكتوبر 1873 | 16 أكتوبر 1956 (بعمر83) | 21 يونيو 1954         | 33 سنوات و112 أيام        |                    | France             |
| 4                        |             | رودولف سيلدرايرس       | 16 ديسمبر 1876 | 7 أكتوبر 1955 (بعمر78)  | 21 June 1954          | 7 أكتوبر 1955 (died)      | 1 سنة و108 أيام    | بلجيكا             |
| (ممثل الرئيس 3)          |             | آرثر دريوري            | 3 مارس 1891    | 25 مارس 1961 (بعمر70)   | 7 October 1955 (مؤقت) | 9 يونيو 1956              | 246 أيام           | المملكة المتحدة    |
| 5                        | 9 June 1956 | آرثر دريوري            | 3 مارس 1891    | 25 مارس 1961 (بعمر70)   | 25 مارس 1961 (died)   | 4 سنوات و289 أيام         |                    | المملكة المتحدة    |
| (ممثل الرئيس 4)          |             | إرنست ب تومين          | 23 يناير 1899  | 14 مايو 1967 (بعمر68)   | 25 مارس 1961 (مؤقت)   | 28 سبتمبر 1961            | 187 أيام           | سويسرا             |
| 6                        |             | ستانلي روس             | 25 أبريل 1895  | 18 يوليو 1986 (بعمر91)  | 28 سبتمبر 1961        | 8 مايو 1974               | 12 سنوات و222 أيام | المملكة المتحدة    |
| 7                        |             | جواو هافيلانج          | 8 مايو 1916    | 16 أغسطس 2016 (بعمر100) | 8 مايو 1974           | 8 يونيو 1998              | 24 سنوات و31 أيام  | البرازيل           |
| 8                        |             | جوزيف بلاتر            |                | على قيد الحياة          | 8 يونيو 1998          | 8 أكتوبر 2015 (impeached) | 17 سنوات و122 أيام | سويسرا             |
| (ممثل الرئيس 5)          |             | عيسى حياتو             |                | 8 أغسطس 2024 (بعمر 77)  | 8 أكتوبر 2015 (مؤقت)  | 26 فبراير 2016            | 141 أيام           | الكاميرون          |
| 9                        |             | جياني إنفانتينو        |                | على قيد الحياة          | 26 فبراير 2016        | في المنصب                 | 9 سنوات و169 أيام  | سويسرا / · إيطاليا |

## التسلسل الزمني
Notes
1. 1 2  Rimet was provisionally placed in control of FIFA as chairman during the الألعاب الأولمبية الصيفية 1920 in أنتويرب, Belgium.[5][6]
2. ↑  Named Honorary FIFA President on 21 June 1954
3. ↑  Named Honorary FIFA President on 11 June 1974
4. ↑  Named Honorary FIFA President on 8 June 1998
5. ↑  Following his suspension, Blatter was given a six year ban on 21 December 2015.[7]
6. ↑  Following the provisional ban on Sepp Blatter, Issa Hayatou assumed the Office of FIFA President on an interim basis in accordance with article 32(6) of the FIFA Statutes because Hayatou was the longest-serving vice-president on FIFA's Executive Committee.[8]

## طالع أيضًا
- تاريخ الاتحاد الدولي لكرة القدم
- الاتحاد الدولي لكرة القدم
- قائمة رؤساء الاتحاد الآسيوي لكرة القدم
- قائمة رؤساء الاتحاد الأوروبي لكرة القدم

## روابط خارجية
- ملوك الفيفا.. من غيران إلى بلاتر - موسوعة الجزيرة